# Contrast Rocks
Contrast Rocks är klippor i Sydgeorgien och Sydsandwichöarna (Storbritannien). De ligger i den nordvästra delen av Sydgeorgien och Sydsandwichöarna.
Terrängen runt Contrast Rocks är huvudsakligen kuperad, men den allra närmaste omgivningen är platt. Havet är nära Contrast Rocks åt nordost.  Det finns inga samhällen i närheten. 